# Liste der Lieder von Bring Me the Horizon

Bandlogo

Die folgende Liste beinhaltet alle 87 bisher veröffentlichten Lieder der britischen Metalband Bring Me the Horizon aus Sheffield, Yorkshire in alphabetischer Reihenfolge, inklusive Länge, Album, Autoren und Erscheinungsjahr. Ausgenommen in dieser Liste sind Remixe und Live-Versionen.

## Legende
- Titel: Nennt den Namen des Liedes. Coverversionen sind blau unterlegt Die Originalinterpreten werden darunter genannt.
- Länge: Nennt die Länge des Liedes
- Autoren: Nennt die Autoren des Liedes.
- Album: Nennt das Album, auf dem das Lied erschien.
- Jahr: Nennt das Veröffentlichungsjahr.

## #
| Titel                            | Länge | Autoren                                                        | Album                       | Jahr |
| -------------------------------- | ----- | -------------------------------------------------------------- | --------------------------- | ---- |
| (I Used to Make Out With) Medusa | 05:38 | Oliver Sykes, Lee Malia, Curtis Ward, Matt Kean, Matt Nicholls | Count Your Blessings        | 2006 |
| 1x1 (featuring Nova Twins)       | 03:29 | Oliver Sykes, Jordan Fish, Amy Love, Georgia South             | Post Human: Survival Horror | 2020 |

## A
| Titel                        | Länge | Autoren                                                           | Album                                                                               | Jahr |
| ---------------------------- | ----- | ----------------------------------------------------------------- | ----------------------------------------------------------------------------------- | ---- |
| A Lot Like Vegas             | 02:09 | Oliver Sykes, Lee Malia, Curtis Ward, Matt Kean, Matt Nicholls    | Count Your Blessings                                                                | 2006 |
| Alligator Blood              | 04:32 | Oliver Sykes, Lee Malia, Jona Weinhofen, Matt Kean, Matt Nicholls | There Is a Hell, Believe Me I’ve Seen It. There Is a Heaven, Let’s Keep It a Secret | 2010 |
| And the Snakes Start to Sing | 05:01 | Oliver Sykes, Lee Malia, Jordan Fish                              | Sempiternal                                                                         | 2013 |
| Anthem                       | 04:50 | Oliver Sykes, Lee Malia, Jona Weinhofen, Matt Kean, Matt Nicholls | There Is a Hell, Believe Me I’ve Seen It. There Is a Heaven, Let’s Keep It a Secret | 2010 |
| Antivist                     | 03:13 | Oliver Sykes, Lee Malia, Jordan Fish                              | Sempiternal                                                                         | 2013 |
| Avalanche                    | 04:22 | Oliver Sykes, Lee Malia, Jordan Fish, Matt Kean, Matt Nicholls    | That’s the Spirit                                                                   | 2015 |

## B
| Titel                | Länge | Autoren                                                           | Album                                                                               | Jahr |
| -------------------- | ----- | ----------------------------------------------------------------- | ----------------------------------------------------------------------------------- | ---- |
| Black & Blue         | 04:33 | Oliver Sykes, Lee Malia, Curtis Ward, Matt Kean, Matt Nicholls    | Count Your Blessings                                                                | 2006 |
| Blacklist            | 04:00 | Oliver Sykes, Lee Malia, Jona Weinhofen, Matt Kean, Matt Nicholls | There Is a Hell, Believe Me I’ve Seen It. There Is a Heaven, Let’s Keep It a Secret | 2010 |
| Blasphemy            | 04:35 | Oliver Sykes, Lee Malia, Jordan Fish, Matt Kean, Matt Nicholls    | That’s the Spirit                                                                   | 2015 |
| Blessed with a Curse | 05:08 | Oliver Sykes, Lee Malia, Jona Weinhofen, Matt Kean, Matt Nicholls | There Is a Hell, Believe Me I’ve Seen It. There Is a Heaven, Let’s Keep It a Secret | 2010 |

## C
| Titel                 | Länge | Autoren                                                           | Album                                                                               | Jahr |
| --------------------- | ----- | ----------------------------------------------------------------- | ----------------------------------------------------------------------------------- | ---- |
| Can You Feel My Heart | 03:47 | Oliver Sykes, Lee Malia, Jordan Fish                              | Sempiternal                                                                         | 2013 |
| Chasing Rainbows      | 04:00 | Oliver Sykes, Lee Malia, Jordan Fish                              | Sempiternal (Deluxe Edition)                                                        | 2013 |
| Chelsea Smile         | 05:02 | Oliver Sykes, Lee Malia, Curtis Ward, Matt Kean, Matt Nicholls    | Suicide Season                                                                      | 2008 |
| The Comedown          | 04:09 | Oliver Sykes, Lee Malia, Curtis Ward, Matt Kean, Matt Nicholls    | Suicide Season                                                                      | 2008 |
| Crooked Young         | 03:34 | Oliver Sykes, Lee Malia, Jordan Fish                              | Sempiternal                                                                         | 2013 |
| Crucify Me            | 06:20 | Oliver Sykes, Lee Malia, Jona Weinhofen, Matt Kean, Matt Nicholls | There Is a Hell, Believe Me I’ve Seen It. There Is a Heaven, Let’s Keep It a Secret | 2010 |

## D
| Titel                   | Länge | Autoren                                                           | Album                                                                               | Jahr |
| ----------------------- | ----- | ----------------------------------------------------------------- | ----------------------------------------------------------------------------------- | ---- |
| Dear Diary,             | 02:44 | Bring Me the Horizon                                              | Post Human: Survival Horror                                                         | 2020 |
| Death Breath            | 04:20 | Oliver Sykes, Lee Malia, Curtis Ward, Matt Kean, Matt Nicholls    | Suicide Season                                                                      | 2008 |
| Deathbeds               | 04:57 | Oliver Sykes, Lee Malia, Jordan Fish                              | Sempiternal (Deluxe Edition)                                                        | 2013 |
| Diamonds Aren’t Forever | 03:48 | Oliver Sykes, Lee Malia, Curtis Ward, Matt Kean, Matt Nicholls    | Suicide Season                                                                      | 2008 |
| Don’t Go                | 05:00 | Oliver Sykes, Lee Malia, Jona Weinhofen, Matt Kean, Matt Nicholls | There Is a Hell, Believe Me I’ve Seen It. There Is a Heaven, Let’s Keep It a Secret | 2010 |
| Don’t Look Down         | 03:56 | Oliver Sykes, Lee Malia, Jordan Fish                              | Radio 1 Rescores: Drive                                                             | 2014 |
| Doomed                  | 04:34 | Oliver Sykes, Lee Malia, Jordan Fish, Matt Kean, Matt Nicholls    | That’s the Spirit                                                                   | 2015 |
| Drown (Neuaufnahme)     | 03:42 | Oliver Sykes, Lee Malia, Jordan Fish, Matt Kean, Matt Nicholls    | That’s the Spirit                                                                   | 2015 |
| Drown                   | 03:41 | Oliver Sykes, Lee Malia, Jordan Fish                              | Drown (Single)                                                                      | 2014 |

## E
| Titel                        | Länge | Autoren                                                                                                 | Album                                          | Jahr |
| ---------------------------- | ----- | --- | ---------------------------------------------- | ---- |
| Empire (Let Them Sing)       | 03:45 | Oliver Sykes, Lee Malia, Jordan Fish                                                                    | Sempiternal                                    | 2013 |
| Eyeless (Original: Slipknot) | 04:04 | Corey Taylor, Paul Gray, Joey Jordison, Shawn Crahan, Mick Thomson, Chris Fehn, Sid Wilson, Craig Jones | Higher Voltage!: Another Brief History of Rock | 2007 |

## F
| Titel                                   | Länge | Autoren                                                           | Album                                                                               | Jahr |
| --------------------------------------- | ----- | ----------------------------------------------------------------- | ----------------------------------------------------------------------------------- | ---- |
| Fifteen Fathoms, Counting               | 01:56 | Oliver Sykes, Lee Malia, Curtis Ward, Matt Kean, Matt Nicholls    | Count Your Blessings                                                                | 2006 |
| Follow You                              | 03:51 | Oliver Sykes, Lee Malia, Jordan Fish, Matt Kean, Matt Nicholls    | That’s the Spirit                                                                   | 2015 |
| Football Season Is Over                 | 01:55 | Oliver Sykes, Lee Malia, Curtis Ward, Matt Kean, Matt Nicholls    | Suicide Season                                                                      | 2008 |
| For Stevie Wonder’s Eyes Only (Braille) | 04:29 | Oliver Sykes, Lee Malia, Curtis Ward, Matt Kean, Matt Nicholls    | Count Your Blessings                                                                | 2006 |
| The Fox and the Wolf                    | 01:43 | Oliver Sykes, Lee Malia, Jona Weinhofen, Matt Kean, Matt Nicholls | There Is a Hell, Believe Me I’ve Seen It. There Is a Heaven, Let’s Keep It a Secret | 2010 |
| Fresh Bruises                           | 03:18 | Oliver Sykes, Jordan Fish                                         | amo                                                                                 | 2019 |
| Fuck                                    | 04:55 | Oliver Sykes, Lee Malia, Jona Weinhofen, Matt Kean, Matt Nicholls | There Is a Hell, Believe Me I’ve Seen It. There Is a Heaven, Let’s Keep It a Secret | 2010 |

## G
| Titel                         | Länge | Autoren                              | Album       | Jahr |
| ----------------------------- | ----- | ------------------------------------ | ----------- | ---- |
| Go to Hell, for Heaven’s Sake | 04:02 | Oliver Sykes, Lee Malia, Jordan Fish | Sempiternal | 2013 |

## H
| Titel                      | Länge | Autoren                                                           | Album                                                                               | Jahr |
| -------------------------- | ----- | ----------------------------------------------------------------- | ----------------------------------------------------------------------------------- | ---- |
| Happy Song                 | 03:59 | Oliver Sykes, Lee Malia, Jordan Fish, Matt Kean, Matt Nicholls    | That’s the Spirit                                                                   | 2015 |
| Heavy Metal (feat. Rahzel) | 04:00 | Oliver Sykes, Jordan Fish                                         | amo                                                                                 | 2019 |
| Home Sweet Hole            | 04:38 | Oliver Sykes, Lee Malia, Jona Weinhofen, Matt Kean, Matt Nicholls | There Is a Hell, Believe Me I’ve Seen It. There Is a Heaven, Let’s Keep It a Secret | 2010 |
| Hospital for Souls         | 06:44 | Oliver Sykes, Lee Malia, Jordan Fish                              | Sempiternal                                                                         | 2013 |
| The House of Wolves        | 03:25 | Oliver Sykes, Lee Malia, Jordan Fish                              | Sempiternal                                                                         | 2013 |

## I
| Titel                                     | Länge | Autoren                                                           | Album                                                                               | Jahr |
| ----------------------------------------- | ----- | ----------------------------------------------------------------- | ----------------------------------------------------------------------------------- | ---- |
| I Apologise If You Feel Something         | 02:19 | Oliver Sykes, Jordan Fish                                         | amo                                                                                 | 2019 |
| I Don’t Know What to Say                  | 05:52 | Oliver Sykes, Jordan Fish                                         | amo                                                                                 | 2019 |
| In the Dark                               | 04:31 | Oliver Sykes, Jordan Fish                                         | amo                                                                                 | 2019 |
| It Never Ends                             | 04:34 | Oliver Sykes, Lee Malia, Jona Weinhofen, Matt Kean, Matt Nicholls | There Is a Hell, Believe Me I’ve Seen It. There Is a Heaven, Let’s Keep It a Secret | 2010 |
| It Was Written in Blood                   | 04:02 | Oliver Sykes, Lee Malia, Curtis Ward, Matt Kean, Matt Nicholls    | Suicide Season                                                                      | 2008 |
| Itch for the Cure (When Will We Be Free?) | 01:26 | Oliver Sykes, Jordan Fish, Mikii Watanabe                         | Post Human: Survival Horror                                                         | 2020 |

## J
| Titel         | Länge | Autoren                              | Album                        | Jahr |
| ------------- | ----- | ------------------------------------ | ---------------------------- | ---- |
| Join the Club | 03:06 | Oliver Sykes, Lee Malia, Jordan Fish | Sempiternal (Deluxe Edition) | 2013 |

## K
| Titel                        | Länge | Autoren                   | Album                       | Jahr |
| ---------------------------- | ----- | ------------------------- | --------------------------- | ---- |
| Kingslayer (feat. Babymetal) | 03:38 | Oliver Sykes, Jordan Fish | Post Human: Survival Horror | 2020 |

## L
| Titel              | Länge | Autoren                                                        | Album                       | Jahr |
| ------------------ | ----- | -------------------------------------------------------------- | --------------------------- | ---- |
| Liquor & Love Lost | 02:39 | Oliver Sykes, Lee Malia, Curtis Ward, Matt Kean, Matt Nicholls | Count Your Blessings        | 2006 |
| Ludens             | 04:40 | Oliver Sykes, Jordan Fish                                      | Post Human: Survival Horror | 2020 |
| Lost               | 3:27  | Oliver Sykes, Jordan Fish, Zakk Cervini                        | Post Human 2                | 2023 |

## M
| Titel                   | Länge | Autoren                                                           | Album                                                                               | Jahr |
| ----------------------- | ----- | ----------------------------------------------------------------- | ----------------------------------------------------------------------------------- | ---- |
| Mantra                  | 03:53 | Oliver Sykes, Jordan Fish                                         | amo                                                                                 | 2018 |
| Medicine                | 03:47 | Oliver Sykes, Jordan Fish                                         | amo                                                                                 | 2019 |
| Memorial (Instrumental) | 03:10 | Oliver Sykes, Lee Malia, Jona Weinhofen, Matt Kean, Matt Nicholls | There Is a Hell, Believe Me I’ve Seen It. There Is a Heaven, Let’s Keep It a Secret | 2010 |
| Mother Tongue           | 03:37 | Oliver Sykes, Jordan Fish                                         | amo                                                                                 | 2019 |

## N
| Titel                                                                                  | Länge | Autoren                                                        | Album          | Jahr |
| -------------------------------------------------------------------------------------- | ----- | -------------------------------------------------------------- | -------------- | ---- |
| Nihilist Blues (feat. Grimes)                                                          | 05:25 | Oliver Sykes, Jordan Fish                                      | amo            | 2019 |
| No Need for Introductions, I’ve Read About Girls Like You on the Backs of Toilet Doors | 00:59 | Oliver Sykes, Lee Malia, Curtis Ward, Matt Kean, Matt Nicholls | Suicide Season | 2008 |

## O
| Titel                                                                                                   | Länge | Autoren                                                        | Album                       | Jahr |
| --- | ----- | -------------------------------------------------------------- | --------------------------- | ---- |
| Obey (with Yungblud)                                                                                    | 03:40 | Oliver Sykes, Jordan Fish, Dominic Harrison                    | Post Human: Survival Horror | 2020 |
| Off the Heezay                                                                                          | 05:38 | Oliver Sykes, Lee Malia, Curtis Ward, Matt Kean, Matt Nicholls | Count Your Blessings        | 2006 |
| Oh No                                                                                                   | 05:01 | Oliver Sykes, Lee Malia, Jordan Fish, Matt Kean, Matt Nicholls | That’s the Spirit           | 2015 |
| One Day the Only Butterflies Left Will Be in Your Chest as You March Towards Your Death (feat. Amy Lee) | 04:03 | Oliver Sykes, Jordan Fish, Amy Lee                             | Post Human: Survival Horror | 2020 |
| Ouch | 01:49 | Oliver Sykes, Jordan Fish                                      | amo                         | 2019 |

## P
| Titel            | Länge | Autoren                                                        | Album                       | Jahr |
| ---------------- | ----- | -------------------------------------------------------------- | --------------------------- | ---- |
| Parasite Eve     | 04:51 | Oliver Sykes, Petar Lyondev                                    | Post Human: Survival Horror | 2020 |
| Pray for Plagues | 04:21 | Oliver Sykes, Lee Malia, Curtis Ward, Matt Kean, Matt Nicholls | Count Your Blessings        | 2006 |

## R
| Titel                        | Länge | Autoren                                                        | Album                                           | Jahr |
| ---------------------------- | ----- | -------------------------------------------------------------- | ----------------------------------------------- | ---- |
| Rawwwrr!                     | 04:13 | Oliver Sykes, Lee Malia, Curtis Ward, Matt Kean, Matt Nicholls | This Is What the Edge of Your Seat Was Made For | 2004 |
| RE: They Have No Reflections | 05:42 | Oliver Sykes, Lee Malia, Curtis Ward, Matt Kean, Matt Nicholls | This Is What the Edge of Your Seat Was Made For | 2004 |
| Run                          | 03:42 | Oliver Sykes, Lee Malia, Jordan Fish, Matt Kean, Matt Nicholls | That’s the Spirit                               | 2015 |

## S
| Titel                       | Länge | Autoren                                                        | Album                            | Jahr |
| --------------------------- | ----- | -------------------------------------------------------------- | -------------------------------- | ---- |
| The Sadness Will Never End  | 05:22 | Oliver Sykes, Lee Malia, Curtis Ward, Matt Kean, Matt Nicholls | Suicide Season                   | 2008 |
| Seen It All Before          | 04:07 | Oliver Sykes, Lee Malia, Jordan Fish                           | Sempiternal                      | 2013 |
| Shadow Moses                | 04:03 | Oliver Sykes, Lee Malia, Jordan Fish                           | Sempiternal                      | 2013 |
| Sleep with One Eye Open     | 04:16 | Oliver Sykes, Lee Malia, Curtis Ward, Matt Kean, Matt Nicholls | Suicide Season                   | 2008 |
| Sleepwalking                | 03:50 | Oliver Sykes, Lee Malia, Jordan Fish                           | Sempiternal                      | 2013 |
| Sleepwalking (Instrumental) | 03:50 | Oliver Sykes, Lee Malia, Jordan Fish                           | Sempiternal (Japanische Edition) | 2013 |
| Slow Dance                  | 01:16 | Oliver Sykes, Lee Malia, Curtis Ward, Matt Kean, Matt Nicholls | Count Your Blessings             | 2006 |
| Sugar Honey Ice & Tea       | 04:21 | Oliver Sykes, Jordan Fish                                      | amo                              | 2019 |
| Suicide Season              | 08:17 | Oliver Sykes, Lee Malia, Curtis Ward, Matt Kean, Matt Nicholls | Suicide Season                   | 2008 |

## T
| Titel                            | Länge | Autoren                                                        | Album                                           | Jahr |
| -------------------------------- | ----- | -------------------------------------------------------------- | ----------------------------------------------- | ---- |
| Teardrops                        | 03:35 | Oliver Sykes, Jordan Fish                                      | Post Human: Survival Horror                     | 2020 |
| Tell Slater Not to Wash His Dick | 03:30 | Oliver Sykes, Lee Malia, Curtis Ward, Matt Kean, Matt Nicholls | Count Your Blessings                            | 2006 |
| Throne                           | 03:11 | Oliver Sykes, Lee Malia, Jordan Fish, Matt Kean, Matt Nicholls | That’s the Spirit                               | 2015 |
| Traitors Never Play Hangman      | 03:37 | Oliver Sykes, Lee Malia, Curtis Ward, Matt Kean, Matt Nicholls | This Is What the Edge of Your Seat Was Made For | 2004 |
| True Friends                     | 03:52 | Oliver Sykes, Lee Malia, Jordan Fish, Matt Kean, Matt Nicholls | That’s the Spirit                               | 2015 |

## V
| Titel   | Länge | Autoren                                                           | Album                                                                               | Jahr |
| ------- | ----- | ----------------------------------------------------------------- | ----------------------------------------------------------------------------------- | ---- |
| Visions | 04:09 | Oliver Sykes, Lee Malia, Jona Weinhofen, Matt Kean, Matt Nicholls | There Is a Hell, Believe Me I’ve Seen It. There Is a Heaven, Let’s Keep It a Secret | 2010 |

## W
| Titel                                       | Länge | Autoren                                                        | Album                                           | Jahr |
| ------------------------------------------- | ----- | -------------------------------------------------------------- | ----------------------------------------------- | ---- |
| What You Need                               | 04:12 | Oliver Sykes, Lee Malia, Jordan Fish, Matt Kean, Matt Nicholls | That’s the Spirit                               | 2015 |
| Why You Gotta Kick Me When I'm Down?        | 04:28 | Oliver Sykes, Jordan Fish                                      | amo                                             | 2019 |
| Who Wants Flowers When You’re Dead? Nobody. | 04:54 | Oliver Sykes, Lee Malia, Curtis Ward, Matt Kean, Matt Nicholls | This Is What the Edge of Your Seat Was Made For | 2004 |
| Wonderful Life (feat. Dani Filth)           | 04:34 | Oliver Sykes, Jordan Fish                                      | amo                                             | 2018 |